# Kakure kirishitan

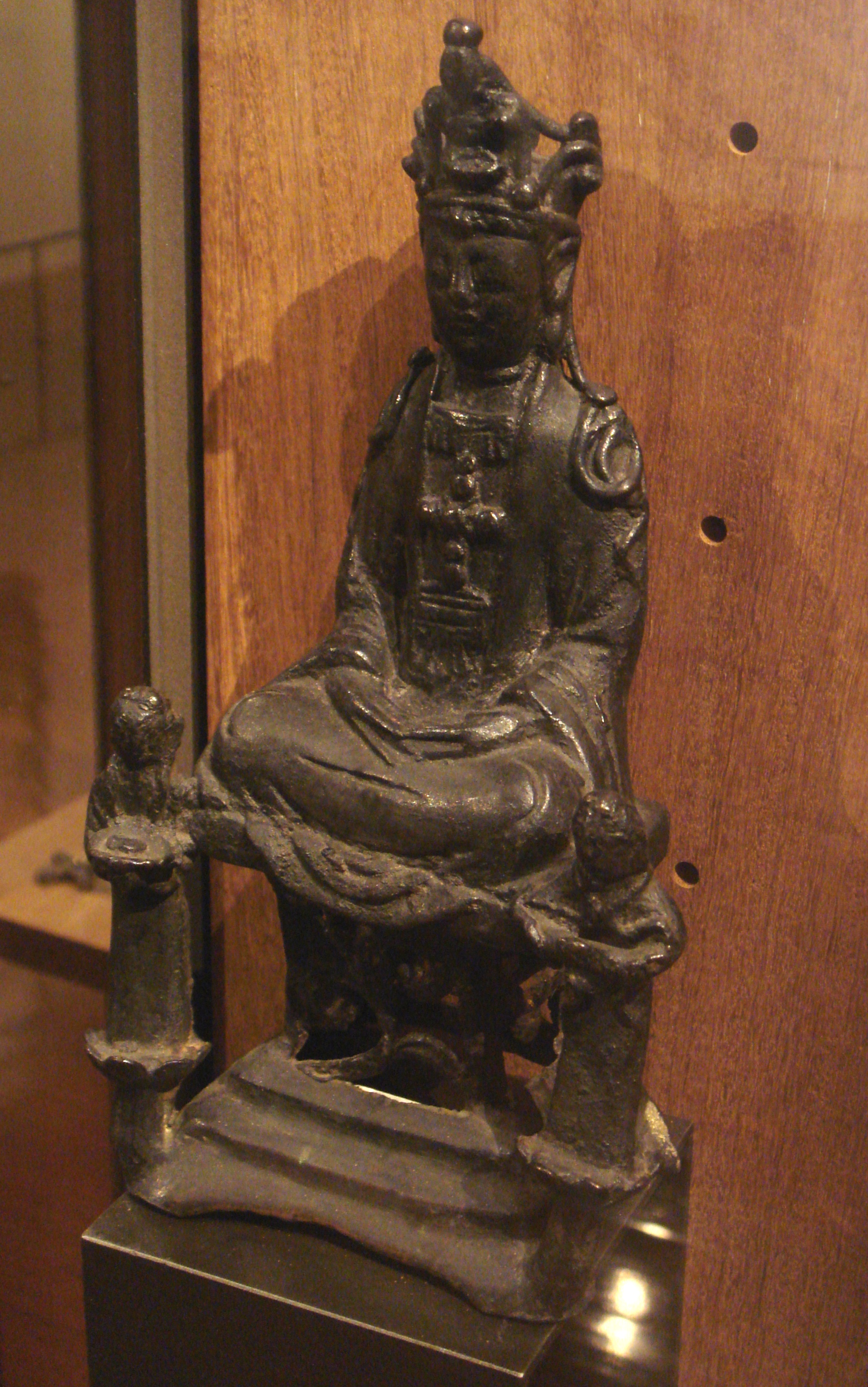
Jungfru Maria förklädd till Kannon

Kakure kirishitan (隠れキリシタン), japanska för "Dold kristen", är den moderna beteckningen på medlemmar av den japanska katolska kyrkan under Edoperioden som gick under jorden på 1650-talet.
Kakure kirishitan kallas för "dolda kristna" för att de fortsatte att praktisera kristendom i hemlighet när den blev förbjuden i Japan. Deras statyer av bland andra Jungfru Maria gjordes för att efterlikna buddhastatyer och bodhisattvor för att dölja dess kristna betydelse.. 
Deras böner var en blandning av ord på latin, portugisiska och spanska. Bibeln och andra liturgiska texter förmedlades muntligt eftersom de var rädda för konfiskering av tryckta verk.